# 哈茨山麓布兰肯堡
哈茨山麓布兰肯堡（德語：Blankenburg (Harz)），简称布兰肯堡（德語：Blankenburg，發音：[ˈblaŋkn̩bʊʁk]），是德国萨克森-安哈尔特州哈茨县的城市，面积148.94平方千米，2023年12月31日人口为19,034人。